# Et Læreaar
Et Læreaar er en dansk stumfilm fra 1914, der er instrueret af August Blom efter manuskript af Harriet Bloch.

## Handling
Denne artikel mangler et handlingsreferat. Hjælp os med at skrive det.

## Medvirkende
- Johannes Ring - Sir Wakely
- Henny Lauritzen - Lady Thorn, Sir Wakelys datter
- Valdemar Psilander - Cecil, Lady Thorns søn
- Carl Lauritzen - Wallace, direktør
- Johanne Fritz-Petersen - Ellinor, Wallaces datter
- Erik Holberg
- Augusta Blad
- Preben Rist